# Herzogenried-Siedlung

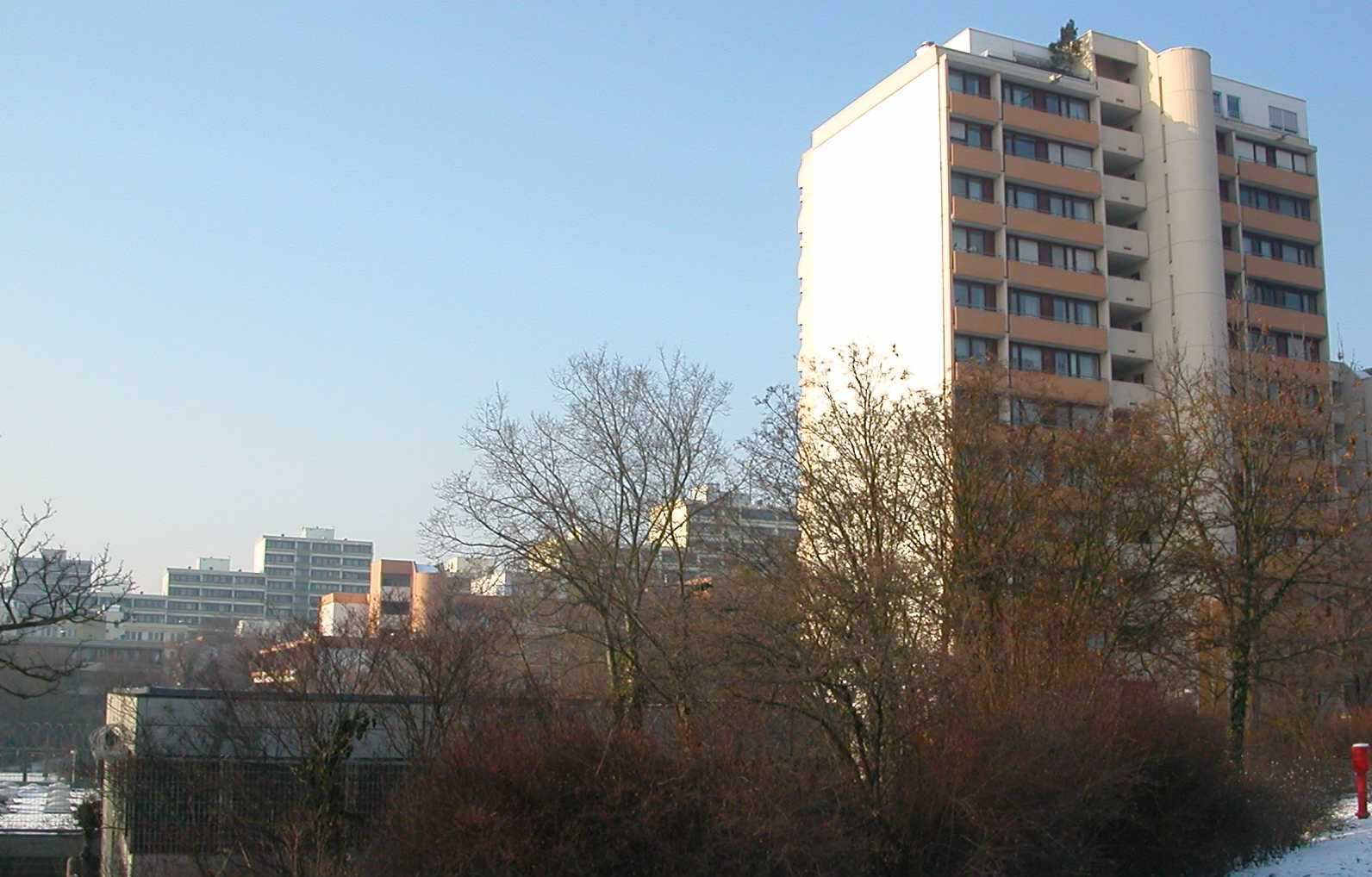
Hochhäuser der Herzogenriedsiedlung

Die Herzogenried-Siedlung ist eine Wohnanlage des sozialen Wohnungsbaus im Bezirk „Herzogenried“, im Norden des Mannheimer Stadtteils  Neckarstadt-Ost.
Zur Neugestaltung des Herzogenrieds wurde 1970 ein bundesweiter Ideenwettbewerb ausgelobt. Die beiden Gewinner, eine Projektgemeinschaft unter Carlfried Mutschler (Mannheim) und Heinz Eckebrecht (Frankfurt am Main), sowie den Mannheimer Architekten Gerhard Hauss und Hans Richter wurden mit der Planung des Bauvorhabens beauftragt. Die Siedlung wurde schließlich von 1974 bis 1977 anlässlich der Bundesgartenschau 1975 als Mustersiedlung zum Thema Wohnen im Grün erbaut. So ist der Durchgangsverkehr aus dem Wohngebiet ausgeschlossen und es besteht direkter Zugang zum Herzogenriedpark. Die rund 2000 Wohnungen wurden in bis zu 13-geschossigen Hochhäusern aus zeittypischen Fertigbetonteilen errichtet. Bauherr war überwiegend die Mannheimer Wohnungsbaugesellschaft GBG.
Die Fläche der Siedlung beträgt 1,38 Quadratkilometer, es leben 7590 Einwohner dort (Stand: 31. Dezember 2019).